# Шанцин (город)

Дворец Высшей Чистоты — вход

Памятник Чжан Даолину

Историческая улица

Шанцин (кит. упр. 上清, пиньинь Shàngqīng) — средневековый китайский городок в провинции Цзянси, в настоящее время — лесозаготовительный посёлок в городском уезде Гуйси городского округа Интань. Городок являлся центром даосизма — самой первой школы Пять Ковшей Риса, которая преобразовалась в Школу Небесных Наставников, а позднее в Школу Истинного Единства. Даосские храмовые комплексы в Шанцин входят в территорию Лунхушань (Гора Дракона и Тигра). Основателем даосских школ и основных храмов был Чжан Даолин.
Название Шанцин означает Высшая чистота, этот термин часто употребляется в китайской традиции, так называется даосская школа Шанцин.

## Даосские храмы
- Дворец Высшей Чистоты (кит. 上清官, Шанцингун) был построен Чжан Даолином, представляет собой священную территорию для обитания духов.
- Резиденция Небесных Наставников (кит. 天师府, Тяньшифу) — центральный храм, в прошлом место обитания Небесных Наставников.
- Семейный храм Люй
- Малые храмы

## Достопримечательности
- Историческая улица, где пытаются восстановить обстановку китайского средневековья.
- Памятник Чжан Даолину
- Сплав по реке Луси на плотах среди многочисленных живописных скал Лунхушань